# Leo Scheffczyk
Leo Scheffczyk (Beuthen, 1920. február 21. – München, 2005. december 8.) német keresztény pap, teológus, egyetemi tanár és katolikus pap. A Hittani Kongregáció teológusa volt hosszú ideig, II. János Pál pápa uralkodása alatt az ortodoxia egyik legerősebb ereje volt. Az 1980-as és az 1990-es években keményen bírálta egyes korábbi diákjait (mint Leonardo Boff), akik a felszabadítási teológiát támogatták.

## Magyarul megjelent művei
- Leo Scheffczyk–Anton Ziegenaus: Mária az üdvtörténetben. Mariológia; ford. Vida Tivadar, Mezei Balázs; Szt. István Társulat, Bp., 2004 (Szent István kézikönyvek)
- A katolikus hit világa. Igazság és alak. XVI. Benedek Pápa visszaemlékezéseivel; ford. Hegyi Márton; Szt. István Társulat, Bp., 2012